# Warrenton (Géorgie)
Pour les articles homonymes, voir Warrenton.
La ville américaine de Warrenton est le siège du comté de Warren, dans l’État de Géorgie.

## Démographie
| 1880  | 1890 | 1900  | 1910  | 1920  | 1930  |
| ----- | ---- | ----- | ----- | ----- | ----- |
| 1 022 | 974  | 1 113 | 1 368 | 1 407 | 1 289 |

| 1940  | 1950  | 1960  | 1970  | 1980  | 1990  |
| ----- | ----- | ----- | ----- | ----- | ----- |
| 1 284 | 1 442 | 1 770 | 2 073 | 2 172 | 2 056 |

| 2000  | 2010  | - | - | - | - |
| ----- | ----- | - | - | - | - |
| 2 013 | 1 937 | - | - | - | - |

Lors du recensement de 2000, sa population s’élevait à 2 013 habitants.